# Vezerle Gáspár
Vezerle Gáspár (Pápa, (Veszprém vármegye), 1794. december 31. – Eger, 1870. május 22.) egri kanonok. 

## Élete
Szülőhelyén és Egerben tanult és ez utóbbi helyen szemináriumi növendék lett. 1818-ban felszentelése után arlói, majd miskolci káplán lett; ahonnét 1827-ben tibolddaróci, 1838-ban pedig harsányi plébánossá és esperessé nevezte ki főpásztora. 1851-ban a király az egri főkáptalan tagjai közé sorozta, alesperes és egri kanonok lett. Zsinati vizsgáló, 1856-tól szabolcsi prépost, 1859-től pankotai főesperes volt és 1865-től viselte az egervári kisprépostságot is. 
Cikkei a Religióban, az Egerben és a Katholikus Néplapban jelentek meg. (Ezeket felsorolja Koncz); az Egyetemes Encyclopaediának is munkatársa volt.

## Munkái
- A religónak s jelesen a kijelentett keresztény religiónak az ember mind jelen jólétére, mind örökös boldogságára valódi és dicső behatása. Eger, 1886.
- Válasz n. t. Prámer Alajos kassai szentszéki aljegyző úrnak a káptalanok eltörlését indítványozó röpiratára. Eger, 1849.
- Népszerű erkölcstan keresztény katholikus családok számára. Pest, 1851.
- Népszerű vasár- és ünnepnapi homiliák az evangeliumi szakaszok fölött. Pest, 1854. Három kötet.